# Елдер Сантана
Елдер Сантана (порт. Élder Santana, нар. 7 квітня 1993, Вера-Крус) — бразильський футболіст, нападник казахстанського клубу «Кайрат». Відомий за виступами в низці бразильських та закордонних клубів. Чемпіон Казахстану та володар Суперкубку Казахстану. Переможець Ліги Мінейро. Володар Кубка Лібертадорес.

## Ігрова кар'єра
Елдер Сантана розпочав виступи на футбольних полях у 2012 році у складі команди «Морринос». У 2013 році футболіст перейшов до складу клубу «Атлетіко Мінейру», проте до основного складу команди потрапляв рідко, і керівництво клубу до 2019 року віддавало гравця в оренду до клубів «Тупі», «Ферровіарія», «Брагантіно», «Атлетіко Гояніенсе», «Ботафогу Сан-Паулу» та «Сертанзіньйо».
У 2019 році Елдер Сантана перебрався до Португалії, де до 2021 року грав у складі клубу «Санжуаненсі», де став одним із основних гравців атакувальної ланки команди, відзначившись 16 забитими голами в 45 проведених матчах за клуб. З 2021 до 2023 року Елдер грав у складі іншого португальського клубу «Жіл Вісенте». У 2023 році бразильський нападник перейшов до казахського клубу «Актобе», де грав до кінця року.
З 2024 року Елдер Сантана грає в складі іншого казахського клубу «Кайрат». У складі алматинської команди бразильський футболіст у 2024 році став чемпіоном Казахстану, а на початку 2025 року здобув титул володаря Суперкубка Казахстану.

## Титули і досягнення
- Чемпіон Казахстану (1):

«Кайрат»: 2024
- Переможець Ліги Мінейро (1):

«Атлетіко Мінейру»: 2013
- Володар Кубка Лібертадорес (1):

«Атлетіко Мінейру»: 2013
- Володар Суперкубку Казахстану (1):

«Кайрат»: 2025